# Claude Vivier
Claude Vivier (ur. 14 kwietnia 1948 w Montrealu, zm. 7 marca 1983 w Paryżu) – kanadyjski kompozytor, przedstawiciel spektralizmu.

## Życiorys
W latach 1967–1970 studiował w konserwatorium w Montrealu grę fortepianową u Irvinga Hellera oraz kompozycję i analizę muzyczną pod kierunkiem Gillesa Tremblaya. Po otrzymaniu stypendium w 1971 kontynuował naukę w Europie. Studiował muzykę elekroakustyczną u G.M. Koeniga w Instytucie Sonologii w Utrechcie oraz kompozycję na kursach prowadzonych przez K. Stockhausena w konserwatorium w Kolonii. Pod wpływem  Stockhausena Vivier wprowadził do swojej techniki kompozycyjnej elementy parametryczne i matematyczne.
Po powrocie do Kanady (1974) wykładał na Uniwersytecie Ottawskim. W tym czasie otrzymał kilka zamówień, m.in. na ambitny utwór orkiestrowy Siddhartha (1976) skomponowany w całości na podstawie jednej frazy melodycznej. Jesienią 1976 udał się w podróź do Azji, podczas której przebywał w Japonii, na Bali, w Tajlandii i Iranie, studiując kulturę muzyczną tych krajów. To doświadczenie było katalizatorem rozwoju jego nowego stylu muzycznego.
W 1981 został wyróżniony przez Canadian Music Council tytułem kompozytora roku, a w 1982 otrzymał od Canadian Council stypendium (umożliwiające mu osiedlenie się w Paryżu) oraz zamównienie na operę poświęconą pamięci P. Czajkowskiego. Krótko potem zginął tragicznie, zamordowany w swoim paryskim mieszkaniu, gdy pracował nad utworem wokalnym z własnym tekstem Glaubst du an die Unsterblichkeit der Seele? (Wierzysz w nieśmiertelność duszy?).
W 2005 Montrealska Orkiestra Symfoniczna ufundowała doroczną Narodową Nagrodę Claude'a Viviera za najlepszy utwór, przyznawaną kanadyjskim kompozytorom.

## Twórczość
Vivier wypracował własny idiom, w którym język dźwięku był zbieżny z założeniami spektralizmu, operował jednak znacznie silniejszym, wręcz patetycznym, poziomem ekspresji. Decydującą rolę w ewolucji jego twórczości odegrała podróż do Azji, zwłaszcza pobyt na Bali. Z tego okresu pochodzą takie utwory instrumentalne, jak Shiraz (1977) i Orion (1979) oraz szereg utworów na głos i zespół instrumentalny, w tym Lonely Child (1980) i Prologue pour un Marco Polo (1981).
By osiągnąć silniejszą ekspresję, Vivier zaczął także tworzyć teksty w wymyślonym przez siebie języku, np. w operze kameralnej Kopernikus (1970), którą określił mianem „rytualnej opery śmierci” i której wystawienia nie doczekał (prapremiera w 1985). W 2006 opera weszła w skład wystawionego w Amsterdamie przedstawienia Rêves d'un Marco Polo (Sny Marco Polo), będącego retrospektywą jego twórczości. 
Wśród orędowników twórczości Viviera znalazły się takie znakomitości muzyki współczesnej, jak György Ligeti, Mauricio Kagel, Kent Nagano, Reinbert de Leeuw i Dawn Upshaw. Jednak ekscentrycznie skonstruowane partytury Viviera rzadko są słyszane w salach koncertowych, ponieważ próba ich interpretacji wymaga przekopania się przez różne, często sprzeczne źródła.

## Ważniejsze kompozycje
(na podstawie materiałów źródłowych )
- I Kwartet smyczkowy (1968)
- Hiérophanie na sopran i zespół (1970–1971)
- Musik für das Ende na 20 śpiewaków grających na perkusji (1971)
- Deva et Asura na kwintet dęty i kwintet smyczkowy (1971–1972)
- O! Kosmos na chór (1973)
- Désintégration na dwa fortepiany i sześć instrumentów smyczkowych z taśmą ad libitum (1974)
- Lettura di Dante na sopran i zespół (1974)
- Liebesgedichte na sopran, alt, tenor, bas i zespół (1975)
- Hymnen an die Nacht na sopran i fortepian (1975)
- Siddhartha na orkiestrę (1976)
- Learning na czworo skrzypiec, perkusję i taśmę (1976)
- Woyzeck na taśmę (1976)
- Pulau Dewata na dowolną kombinację instrumentów (1977)
- Shiraz na fortepian (1977)
- Journal na głosy i perkusję (1977)
- Nanti Malam na siedem głosów (1977)
- Les Communiantes na organy (1977)
- Love Songs na cztery głosy żeńskie i trzy głosy męskie (1977)
- Paramirabo na flet, skrzypce, wiolonczelę i fortepian (1978)
- Greeting Music na flet, obój, perkusję, fortepian i skrzypce (1978)
- Kopernikus: Rituel de la Mort, opera w dwóch aktach do tekstu kompozytora, na siedem głosów, zespół i taśmę (1979)
- Orion na orkiestrę (1979)
- Lonely Child na sopran i orkiestrę kameralną, do tekstu kompozytora (1980)
- Zipangu na orkiestrę smyczkową (1980)
- Cinq chansons pour percussion na balijskie instrumenty (1980)
- Bouchara na sopran, kwintet dęty, kwintet smyczkowy, perkusję i taśmę (1981)
- A Little Joke na chór (1981)
- Prologue pour un Marco Polo na sopran, alt, tenor, baryton, bas i zespół (1981)
- Samarkand na kwintet dęty i fortepian (1981)
- Wo bist du Licht! na mezzosopran, perkusję, smyczki i taśmę (1981)
- Et je reverrai cette ville etrange na zespół (1981)
- Trois Airs pour un opera imaginaire na sopran i zespół (1982)
- Glaubst du an die Unsterblichkeit der Seele na głosy, narratora, trzy syntezatory, dwie perkusje i elektronikę (1983, utwór nieukończony).